# Відслонення аркозових пісковиків (пам'ятка природи)
Відсло́нення арко́зових пісковикі́в — геологічна пам'ятка природи місцевого значення в Україні. Об'єкт природно-заповідного фонду Дніпропетровської області. 
Розташована в межах Криворізького району Дніпропетровської області, на південь від села Стародобровільське і на захід від села Новолатівка. 
Площа 1 га. Статус надано згідно з рішенням облвиконкому від 28.11.1974 року № 687. Перебуває у віданні Широківської райдержадміністрації. 
Статус надано для збереження відслонення аркозових пісковиків на правому березі річки Інгулець. Відслонення являє собою мальовниче скелясте урвище заввишки до 15 м. Місцева назва — Біла скеля. 

## Пошкодження
Навесні 2017 року вікіпедистами виявлене пошкодження пам'ятки технікою. Невідомі особи здійснювали видобуток каміння восени 2016 року.